# All Hope Is Gone
All Hope Is Gone é o quarto álbum de estúdio da banda de metal norte-americana Slipknot. Foi lançado no dia 26 de agosto de 2008. É o último álbum a ter a formação clássica da banda. O álbum foi publicado em duas versões: a versão normal, e uma edição especial com três faixas bônus, material gráfico expandido e um DVD contendo um documentário sobre a gravação do álbum. No Brasil, o álbum saiu pela Warner Music em 26 de setembro de 2008.
Slipknot inovou no gênero do seu álbum novo, que costumava ter influências do metal extremo com seu estilo nu metal evidenciado. A preparação para o álbum começou em 2007, enquanto a gravação começou em fevereiro de 2008 em Iowa. All Hope Is Gone é considerado o álbum mais eclético da banda, incorporando elementos de seus três álbuns anteriores. Esse álbum possui uma sonoridade mais melódica comparada aos álbuns anteriores da banda.

## Gravação
A preparação para a All Hope Is Gone começou em 2007. O baterista Joey Jordison, explicou: "Cada um gravou várias demos, por isso temos tanto material para escolher quanto possível".  Em fevereiro de 2008,o Slipknot entrou no Sound Farm Studio em Jamaica, Iowa com o produtor Dave Fortman. All Hope Is Gone é o primeiro álbum da banda, escrito e gravado em seu estado natal Iowa. O baixista Paul Gray explicou que a banda decidiu gravar em Iowa, porque havia muitas distrações em Los Angeles, onde a produção de seus álbuns anteriores havia ocorrido. A banda também afirmou que estar perto de casa foi bom para a sua mentalidade. O vocalista Corey Taylor ia todas as noites para casa para ver o filho. Ao contrário de versões anteriores do Slipknot, o processo de escrita do álbum envolveu todos os nove membros da banda, que escreveram mais de 30 canções. Jordison, comentou: "Eu tenho que dizer que a banda está em seu pico, todos, quero dizer todos, agora estão completamente envolvido no processo de escrita, e é uma coisa linda". A faixa "Sulfur" foi a primeira música escrita por James Root e Joey Jordison juntos, que escreveu a música em uma noite.

## Desenvolvimento
A partir de 1 de abril de 2008, o site do Slipknot exibiu 10 teasers para promover o All Hope Is Gone. Os nove exibiam pela primeira vez as máscaras de purgatório, no entanto, o teaser final contou com uma fotografia escura da banda com as suas novas máscaras. O Slipknot estreou suas novas máscaras em 1 de julho de 2008 no Spinner.com. 8 milhões de pessoas visitaram o site para ver as máscaras em primeiro dia.
Em 15 de junho de 2008, uma amostra de 30 segundos e a arte da capa de faixa-título do álbum, "All Hope Is Gone", foram disponibilizados na Amazon.com. A canção começou seu airplay no mesmo dia e em 20 de junho de 2008, a Roadrunner Records ofereceu a faixa como um download gratuito em seu site. "All Hope Is Gone" foi mais tarde lançada como um single digital. O segundo single do álbum, "Psychosocial", começou seu airplay em 26 de junho de 2008 e foi lançado como single digital em 7 de julho de 2008.  Após o lançamento do álbum, "Dead Memories" foi lançado como single digital em 1 de dezembro de 2008, junto com um vídeo da música que o acompanha. O vídeo da música "Sulfur", quarto single do álbum, estreou em 18 de abril de 2009, e o single foi lançado em 15 de junho de 2009. A partir de 17 de agosto a 19 de agosto de 2008, a Kerrang! realizou seis eventos de escuta em todo o Reino Unido, que incluíram uma prévia do documentário fornecido com edição especial do álbum. Em 17 de abril de 2009, a Roadrunner Records anunciou que o álbum seria lançado em vinil em 19 de abril de 2009, coincidindo com o Dia Record Store.
A arte do álbum, capa e lista de músicas foram lançadas em 8 de julho de 2008. O Slipknot começou a All Hope Is Gone World Tour no dia seguinte, a turnê foi o primeira desde 2005. A banda inicialmente excursionou com o Mayhem Festival nos Estados Unidos, no dia 16 de agosto de 2008.

## Recepção
| Críticas profissionais | Críticas profissionais |
| Avaliações da crítica  | Avaliações da crítica  |
| Fonte                  | Avaliação              |
| ---------------------- | ---------------------- |
| All Music Guide        | [ 6 ]                  |
| Kerrang!               | [ 7 ]                  |
| Billboard              | [ 8 ]                  |

### Performance comercial
All Hope Is Gone foi o primeiro álbum do Slipknot a estrear no número um na parada de álbuns da Billboard 200, vendendo mais que LAX do rapper The Game por 1.134 unidades. Inicialmente, a Billboard publicou um artigo afirmando que The Game tinha garantido o primeiro lugar com uma margem de 13 unidades, no que foi descrito como a "corrida mais próxima para o número um". Depois de uma recontagem 12 horas depois, o artigo foi reescrito e Slipknot foi premiado com o primeiro lugar, tendo vendido 239.516 unidades. Em 2009, foi classificado na 16ª posição nos "50 melhores álbuns do século 21" pela revista Kerrang!.
All Hope Is Gone foi certificado como platina nos Estados Unidos da América e no Canadá pela RIAA e pela CRIA, respectivamente. A partir de janeiro de 2012, o álbum vendeu 1,8 milhões de cópias apenas nos EUA, tornando-o o segundo álbum do Slipknot com maior número de vendas. Foi certificado como Ouro no Reino Unido, Austrália, Nova Zelândia e Alemanha, portanto, foi um sucesso comercial.

## Faixas
Todas as canções foram creditadas a Slipknot.
| N.º            | Título                        | Duração |  |
| 1.             | ".Execute."                   | 1:48    |  |
| 2.             | "Gematria (The Killing Name)" | 6:01    |  |
| 3.             | "Sulfur"                      | 4:37    |  |
| 4.             | "Psychosocial"                | 4:43    |  |
| 5.             | "Dead Memories"               | 4:28    |  |
| 6.             | "Vendetta"                    | 5:15    |  |
| 7.             | "Butcher's Hook"              | 4:14    |  |
| 8.             | "Gehenna"                     | 6:53    |  |
| 9.             | "This Cold Black"             | 4:40    |  |
| 10.            | "Wherein Lies Continue"       | 5:36    |  |
| 11.            | "Snuff"                       | 4:36    |  |
| 12.            | "All Hope Is Gone"            | 4:45    |  |
| Duração total: | Duração total:                | 57:57   |  |

| Faixas Bônus - Edição Especial |                                    |         |  |
| N.º                            | Título                             | Duração |  |
| 13.                            | "Child of Burning Time"            | 5:09    |  |
| 14.                            | "Vermilion Pt. 2 (Bloodstone Mix)" | 3:39    |  |
| 15.                            | "'Til We Die"                      | 5:46    |  |

Curiosidade: Gehenna (Greek γέεννα) é "um rei", o senhor do altar de fogo, soberano do mundo dos mortos: o inferno, para os judeus. Muitos associam a Geena com o Lago de Fogo de Apocalipse 20: 14, que é dito significar a segunda morte.

## Edição Especial
A versão especial do álbum contém 3 faixas-bônus, material gráfico expandido e um DVD, um documentário chamado "Nine: The Making Of All Hope Is Gone", de 35 minutos, feito por Shawn Crahan.

## Nine: The Making Of All Hope Is Gone (DVD)
1. Instrumental Effects Piece (Menu Page Loop)
2. Garbled Audio I (Música do Clown)
3. Child Of Burning Time Pt. 1 (gravação do vocal)
4. Dead Memories Pt. 1 (gravação)
5. Snuff (gravação)
6. Dead Memories Pt. 2 (gravação)
7. Dead Memories Pt. 3 (gravação)
8. Vendetta Pt. 1 (gravação)
9. This Cold Black (gravação)
10. Psychosocial (gravação)
11. Vendetta Pt. 2 (gravação)
12. Dead Memories Pt. 4 (gravação)
13. Vendetta Pt. 3 (gravação)
14. Sulfur (gravação)
15. Dead Memories Pt. 5 (gravação)
16. Dead Memories (ensaio)
17. Child Of Burning Time Pt. 2 (gravação do vocal)
18. Garbled Audio II (Música do Clown)

## Paradas musicais
| Ano  | Posições nas paradas musicais | Posições nas paradas musicais | Posições nas paradas musicais | Posições nas paradas musicais | Posições nas paradas musicais | Posições nas paradas musicais | Posições nas paradas musicais | Posições nas paradas musicais | Posições nas paradas musicais | Posições nas paradas musicais | Posições nas paradas musicais | Posições nas paradas musicais | Posições nas paradas musicais | Posições nas paradas musicais | Posições nas paradas musicais | Posições nas paradas musicais | Posições nas paradas musicais | Posições nas paradas musicais | Posições nas paradas musicais | Posições nas paradas musicais | Posições nas paradas musicais | Posições nas paradas musicais | Posições nas paradas musicais |
| Ano  | [ 13 ]                        | [ 14 ]                        | Bélgica                       | Brasil                        | Canadá                        | Países Baixos                 | [ 15 ]                        | Finlândia                     | França                        | Alemanha                      | [ 16 ]                        | Itália                        | [ 17 ]                        | México                        | Nova Zelândia                 | Noruega                       | [ 18 ]                        | Espanha                       | Suécia                        | [ 19 ]                        | [ 20 ]                        | [ 21 ]                        |                               |
| ---- | ----------------------------- | ----------------------------- | ----------------------------- | ----------------------------- | ----------------------------- | ----------------------------- | ----------------------------- | ----------------------------- | ----------------------------- | ----------------------------- | ----------------------------- | ----------------------------- | ----------------------------- | ----------------------------- | ----------------------------- | ----------------------------- | ----------------------------- | ----------------------------- | ----------------------------- | ----------------------------- | ----------------------------- | ----------------------------- | ----------------------------- |
| 2008 | 1                             | 1                             | 2                             | 1                             | 1                             | 6                             | 1                             | 1                             | 3                             | 2                             | 3                             | 3                             | 2                             | 8                             | 1                             | 2                             | 7                             | 8                             | 1                             | 1                             | 2                             | 1                             |                               |

## Certificações
| País (2008)           | Certificações        |
| --------------------- | -------------------- |
| Austrália (ARIA)      | Ouro (35.000+)       |
| Canadá (CRIA)         | Platina (80.000+)    |
| Alemanha (BVMI)       | Ouro (100.000+)      |
| Japão (RIAJ)          | Gold (100.000+)      |
| Nova Zelândia (RIANZ) | Ouro (7.500+)        |
| Reino Unido (BPI)     | Ouro (100.000+)      |
| Estados Unidos (RIAA) | Platina (1.000.000+) |

## Créditos
- 0 - Sid Wilson (DJ)
- 1 - Joey Jordison (Bateria)
- 2 - Paul Gray (Baixo)
- 3 - Chris Fehn (Percussão e Voz secundária)
- 4 - James Root (Guitarra Solo)
- 5 - Craig Jones (Sampler e teclado)
- 6 - Shawn Crahan (Percussão e Voz secundária)
- 7 - Mick Thomson (Guitarra Base)
- 8 - Corey Taylor (Vocais)